# Kajangkoso
Kajangkoso is een bestuurslaag in het regentschap Magelang van de provincie Midden-Java, Indonesië. Kajangkoso telt 690 inwoners (volkstelling 2010).